# 45509 Robertward
45509 Robertward este o planetă minoră (asteroid), cu un diametru de 4,207 km, din centura de asteroizi. A fost descoperită pe 30 ianuarie 2000 la Catalina Station⁠(d) de Catalina Sky Survey. 
Obiectul prezintă o orbită caracterizată de o semiaxă mare de 2,6997946239305 UAi, o excentricitate de 0,09550859620095, o înclinație de 11,7657608841 ° în raport cu ecliptica.